# CONCACAF Women's Gold Cup 2024
La CONCACAF Women's Gold Cup 2024 è la prima edizione della CONCACAF Women's Gold Cup. La fase finale si è disputata negli Stati Uniti dal 20 febbraio al 10 marzo 2024.

## Formula

### Qualificazioni
La fase di qualificazione si sono svolte da settembre a dicembre 2023, mentre il play-off si svolgerà a febbraio 2024.

### Fase finale
La fase finale della competizione è stata composta da 12 squadre: le 2 squadre qualificate per le Olimpiadi estive, 4 squadre ospiti provenienti da altre confederazioni e le 6 squadre promosse attraverso le qualificazioni.
Le partecipanti alla fase finale sono state divise in tre gironi all'italiana da quattro squadre ciascuno. Hanno avuto accesso alla fase a eliminazione diretta 8 squadre: le prime due di ogni girone e le due migliori terze classificate. La fase a eliminazione diretta ha previsto quarti di finale, semifinali e una finale per decretare il campione.

## Date
| Fase          | Turno            | Date                |
| ------------- | ---------------- | ------------------- |
| Fase a gironi | Giornata 1       | 20–22 febbraio 2024 |
| Fase a gironi | Giornata 2       | 23–25 febbraio 2024 |
| Fase a gironi | Giornata 3       | 26–28 novembre 2024 |
| Finali        | Quarti di finale | 2–3 marzo 2024      |
| Finali        | Semifinali       | 6 marzo 2024        |
| Finali        | Finale           | 10 marzo 2024       |

## Sorteggio dei gruppi
Il sorteggio ha avuto luogo l'11 dicembre 2023 a Miami.
| Urna | Squadra         |
| ---- | --------------- |
| 1    | Stati Uniti     |
| 1    | Brasile         |
| 1    | Canada          |
| 2    | Costa Rica      |
| 2    | Messico         |
| 2    | Panama          |
| 3    | Argentina       |
| 3    | Colombia        |
| 3    | Paraguay        |
| 4    | Porto Rico      |
| 4    | El Salvador     |
| 4    | Rep. Dominicana |

## Fase a gironi

### Gruppo A
| Pos | Squadra         | Pt | G | V | P | S | RF | RS | DR  |
| --- | --------------- | -- | - | - | - | - | -- | -- | --- |
| 1.  | Messico         | 7  | 3 | 2 | 1 | 0 | 10 | 0  | +10 |
| 2.  | Stati Uniti     | 6  | 3 | 2 | 0 | 1 | 9  | 2  | +7  |
| 3.  | Argentina       | 4  | 3 | 1 | 1 | 1 | 3  | 4  | -1  |
| 4.  | Rep. Dominicana | 0  | 3 | 0 | 0 | 3 | 0  | 16 | -16 |

| Carson (California) 20 febbraio 2024, ore 16:30 UTC -8 | Messico         | 0 – 0 referto | Argentina | Dignity Health Sports Park (2 521 spett.)\| Arbitro: \| Myriam Marcotte \| |
| Arbitro:                                               | Myriam Marcotte |               |           |                                                                            |

| Arbitro: | Astrid Gramajo |

|                                                                   |           |  |
| Moultrie 8’, 58’ Williams 30’ Nighswonger 86’ (rig.) Morgan 90+2’ | Marcatori |  |

| Arbitro: | Marianela Araya |

|  |           |                                                                                          |
|  | Marcatori | 12’ Hernández 14’, 27’ Ovalle 21’ Luna 44’ Bernal 45+4’ Ordóñez 70’ Casarez 90+3’ Pelayo |

| Arbitro: | Marie-Soleil Beaudoin |

|  |           |                                           |
|  | Marcatori | 10’, 18’ Shaw 19’ Morgan 77’ (rig.) Horan |

| Arbitro: | Odette Hamilton |

|                                           |           |  |
| Ippólito 30’ Dos Santos 76’ Pereyra 90+4’ | Marcatori |  |

| Arbitro: | Melissa Borjas |

|  |           |                         |
|  | Marcatori | 38’ Ovalle 90+2’ Pelayo |

### Gruppo B
| Pos | Squadra    | Pt | G | V | P | S | RF | RS | DR  |
| --- | ---------- | -- | - | - | - | - | -- | -- | --- |
| 1.  | Brasile    | 9  | 3 | 3 | 0 | 0 | 7  | 0  | +7  |
| 2.  | Colombia   | 6  | 3 | 2 | 0 | 1 | 8  | 1  | +7  |
| 3.  | Porto Rico | 3  | 3 | 1 | 0 | 2 | 2  | 4  | -2  |
| 4.  | Panama     | 0  | 3 | 0 | 0 | 3 | 1  | 13 | -12 |

| Arbitro: | Katia García |

|  |           |                                                                 |
|  | Marcatori | 26’, 34’ Paví 36’ Usme 72’ Vanegas 84’ Caicedo 89’ (aut.) Reyes |

| Arbitro: | Natalie Simon |

|                |           |  |
| Gabi Nunes 81’ | Marcatori |  |

| Arbitro: | Karen Hernández |

|                       |           |           |
| Cox 73’ Marcano 90+3’ | Marcatori | 27’ Mills |

| Arbitro: | Tori Penso |

|  |           |                |
|  | Marcatori | 6’ Duda Santos |

| Arbitro: | Marie-Soleil Beaudoin |

|                      |           |  |
| Usme 16’ Caicedo 53’ | Marcatori |  |

| Arbitro: | Myriam Marcotte |

|                                                    |           |  |
| Geyse 4’, 74’ Menezes 10’ Rafaelle 23’ Debinha 51’ | Marcatori |  |

### Gruppo C
| Pos | Squadra     | Pt | G | V | P | S | RF | RS | DR  |
| --- | ----------- | -- | - | - | - | - | -- | -- | --- |
| 1.  | Canada      | 9  | 3 | 3 | 0 | 0 | 13 | 0  | +13 |
| 2.  | Paraguay    | 6  | 3 | 2 | 0 | 1 | 4  | 6  | -2  |
| 3.  | Costa Rica  | 3  | 3 | 1 | 0 | 2 | 2  | 4  | -2  |
| 4.  | El Salvador | 0  | 3 | 0 | 0 | 3 | 2  | 11 | -9  |

| Arbitro: | Hamilton |

|  |           |              |
|  | Marcatori | 51’ Chamorro |

| Arbitro: | Borjas |

|                                                                    |           |  |
| Lacasse 3’ Huitema 24’ Leon 28’, 59’ (rig.) Buchanan 62’ Smith 86’ | Marcatori |  |

| Arbitro: | García |

|  |           |                              |
|  | Marcatori | 25’, 49’, 57’ Leon 39’ Smith |

| Arbitro: | Simon |

|  |           |                    |
|  | Marcatori | 8’, 49’ Chinchilla |

| Arbitro: | Tori Penso |

|                               |           |  |
| Huitema 11’ Zadorsky 27’, 57’ | Marcatori |  |

| Arbitro: | Karen Hernández |

|                                         |           |                        |
| J. Martínez 18’ (rig.) 86’ (rig.) 90+1’ | Marcatori | 69’ Fisher 83’ Fuentes |

### Raffronto tra le squadre terze classificate
| Pos | Squadra    | Pt | G | V | P | S | RF | RS | DR |
| --- | ---------- | -- | - | - | - | - | -- | -- | -- |
| 1.  | Argentina  | 4  | 3 | 1 | 1 | 1 | 3  | 4  | -1 |
| 2.  | Costa Rica | 3  | 3 | 1 | 0 | 2 | 2  | 4  | -2 |
| 3.  | Porto Rico | 3  | 3 | 1 | 0 | 2 | 2  | 4  | -2 |

## Fase a eliminazione diretta

### Tabellone
|  | Quarti di finale | Quarti di finale | Quarti di finale |             |             | Semifinali  | Semifinali | Semifinali |  |  | Finale | Finale | Finale |  |
|  |                  |                  |                  |             |             |             |            |            |  |  |        |        |        |  |
|  | 1C. Canada       | 1C. Canada       | 1                |             |             |             |            |            |  |  |        |        |        |  |
|  | 1C. Canada       | 1C. Canada       | 1                |             |             |             |            |            |  |  |        |        |        |  |
|  | 3C. Costa Rica   | 3C. Costa Rica   | 0                |             |             |             |            |            |  |  |        |        |        |  |
|  | 3C. Costa Rica   | 3C. Costa Rica   | 0                |             | Canada      | Canada      | 2 (1)      |            |  |  |        |        |        |  |
|  |                  |                  |                  |             | Canada      | Canada      | 2 (1)      |            |  |  |        |        |        |  |
|  |                  |                  | Stati Uniti      | Stati Uniti | 2 (3)       |             |            |            |  |  |        |        |        |  |
|  | 2A. Stati Uniti  | 2A. Stati Uniti  | Stati Uniti      | Stati Uniti | 2 (3)       | 3           |            |            |  |  |        |        |        |  |
|  | 2A. Stati Uniti  | 2A. Stati Uniti  |                  |             |             |             |            |            |  |  |        |        |        |  |
|  | 2B. Colombia     | 2B. Colombia     | 0                |             |             |             |            |            |  |  |        |        |        |  |
|  | 2B. Colombia     | 2B. Colombia     | 0                |             | Stati Uniti | Stati Uniti | 1          |            |  |  |        |        |        |  |
|  |                  |                  |                  |             |             |             |            |            |  |  |        |        |        |  |
|  |                  |                  | Brasile          | Brasile     | 0           |             |            |            |  |  |        |        |        |  |
|  | 1B. Brasile      | 1B. Brasile      | Brasile          | Brasile     | 0           | 5           |            |            |  |  |        |        |        |  |
|  | 1B. Brasile      | 1B. Brasile      |                  |             |             |             |            |            |  |  |        |        |        |  |
|  | 3A. Argentina    | 3A. Argentina    | 1                |             |             |             |            |            |  |  |        |        |        |  |
|  | 3A. Argentina    | 3A. Argentina    | 1                |             | Brasile     | Brasile     | 3          |            |  |  |        |        |        |  |
|  |                  |                  |                  |             | Brasile     | Brasile     | 3          |            |  |  |        |        |        |  |
|  |                  |                  | Messico          | Messico     | 0           |             |            |            |  |  |        |        |        |  |
|  | 1A. Messico      | 1A. Messico      | Messico          | Messico     | 0           | 3           |            |            |  |  |        |        |        |  |
|  | 1A. Messico      | 1A. Messico      |                  |             |             |             |            |            |  |  |        |        |        |  |
|  | 2C. Paraguay     | 2C. Paraguay     | 2                |             |             |             |            |            |  |  |        |        |        |  |

#### Quarti di finale
| Arbitro: | Odette Hamilton |

|            |           |  |
| Viens 104’ | Marcatori |  |

| Arbitro: | Myriam Marcotte |

|                                                          |           |                |
| Vitória 19’ Yasmim 36’ Beatriz 54’, 90+5’ Gabi Nunes 62’ | Marcatori | 82’ Dos Santos |

| Arbitro: | Tori Penso |

|                          |           |                           |
| Ovalle 31’, 69’ Luna 49’ | Marcatori | 64’ Barbosa 72’ Fernández |

| Arbitro: | Marianela Araya |

|                                             |           |  |
| Horan 13’ (rig.) Nichswonger 22’ Shaw 45+2’ | Marcatori |  |

#### Semifinali
| Arbitro: | Tori Penso |

|                                    |           |  |
| Adriana 21’ Antônia 32’ Yasmim 48’ | Marcatori |  |

| Arbitro: | Katia García |

|                                |                      |                           |
| Huitema 82’ Leon 120+7’ (rig.) | Marcatori            | 20’ Shaw 99’ Smith        |
| Leon Huitema Quinn Fleming     | Tiri di rigore 1 – 3 | Smith Albert Naeher Horan |

#### Finale
| Arbitro: | Melissa Borjas |

|                  |           |  |
| Horan 45’ (rig.) | Marcatori |  |

## Statistiche

### Classifica marcatrici
6 reti
- Adriana Leon

5 reti
- Jacqueline Ovalle

4 reti
- Jaedyn Shaw

3 reti
- Lindsey Horan
- Jordyn Huitema
- Jessica Martínez

2 reti
- Celeste Dos Santos
- Bia Zaneratto
- Gabi Nunes
- Geyse
- Yasmim
- Olivia Smith
- Shelina Zadorsky
- Linda Caicedo
- Manuela Paví
- Catalina Usme
- Priscila Chinchilla
- Karen Luna
- Mayra Pelayo
- Alex Morgan
- Olivia Moultrie
- Jenna Nighswonger

una rete
- Dalila Ippólito
- Maricel Pereyra
- Adriana
- Antônia
- Beatriz
- Debinha
- Duda Santos
- Rafaelle
- Vitória
- Kadeisha Buchanan
- Cloé Lacasse
- Evelyne Viens
- Manuela Vanegas
- Samantha Fisher
- Danielle Fuentes
- Rebeca Bernal
- Jasmine Casarez
- Nicolette Hernández
- Diana Ordóñez
- Natalia Mills
- Camila Barbosa
- Lice Chamorro
- Rebeca Fernández
- Madison Cox
- Danielle Marcano
- Sophia Smith
- Lynn Williams

1 autorete
- Carina Baltrip-Reyes (pro Colombia)